# 神吉敬三
神吉 敬三（かんき けいぞう、1932年5月8日 - 1996年4月18日）は、日本の美術史家。上智大学名誉教授。専攻は16世紀のバロック期（スペイン黄金時代美術）からパブロ・ピカソに至るスペイン美術史。

## 来歴
山口県下関市長府町生まれ。浦和市（現さいたま市）に転居し、1948年（昭和23年）埼玉県立浦和高等学校を卒業、1956年上智大学経済学部を卒業。在学中に聖イグナチオ教会で受洗し、カトリック信者となる。同年から1959年までスペイン政府給費留学生としてマドリード・コンプルテンセ大学に留学、1965年に上智大学外国語学部助教授、1969年に教授。1970年にスペインの芸術文化勲章である「賢王アルフォンソ十世章」を受章。1985年に会田由賞受賞。教授在任中に肺癌により埼玉県立がんセンターで死去。没後名誉教授。東京大学、東北大学、慶應義塾大学、学習院大学でも講じた。
日本で催された大半のスペイン美術関連の展覧会図録の解説を担当するなど、スペイン美術絵画研究の第一人者だった。スペイン王立サン・フェルナンド美術アカデミー客員会員、日本イスパニヤ学会理事などを務め、スペインとの文化交流・学会活動にも寄与、早くからスペインの哲学者オルテガの翻訳紹介も行っている。
弟子に佐々木孝（故人）、大高保二郎（後継者として多くの美術紹介を行っている）、松田健児等がいる。

## 著作
- 『プラドで見た夢 スペイン美術への誘い』 小沢書店 1986年／中公文庫 2002年
- 『バルセローナ 世界の都市の物語3』 文藝春秋、1992年
- 『巨匠たちのスペイン』 毎日新聞社、1997年。遺著で地中海学会賞受賞

### 主な訳書
- ホアン・J.ソペニャ『人間はいかに生くべきか』共訳、理想社、1967年
- オルテガ・イ・ガセット『大衆の反逆』 角川文庫、1967年、新装復刊1989年／グーテンベルク21（電子書籍、角川版を再刊）、2024年 
改訳版：ちくま学芸文庫、1995年、電子書籍版、2016年
- 『オルテガ著作集 3　芸術論』 白水社、1970年、再版1978年、新装復刊1998年ほか
「芸術の非人間化」、「ベラスケス論」、「ゴヤ論」ほか。
- エウヘーニオ・ドールス 『バロック論』 美術出版社 1970年、改訂版1991年
- ドールス 『プラド美術館の三時間』 美術出版社、1973年、改訂版1991年／ちくま学芸文庫、1997年、復刊2015年ほか
- サンチェス・カントン 『ゴヤ論』 美術出版社、1972年
- ミゲル・デ・ウナムーノ 『生の悲劇的感情』 佐々木孝と共訳、「著作集3」法政大学出版局、1975年、新装版2017年
- ウナムーノ 『キリスト教の苦悶』 佐々木孝と共訳、叢書・ウニベルシタス 法政大学出版局、1970年、再版1999年
- パブロ・ピカソ 『ピカソ手稿・素描集 ゴンゴラ詩集』 美術公論社、1989年
- ピエール・ガッシエ編 『ゴヤ全素描』（2巻組）、大高保二郎と共訳、岩波書店、1980年
- ジョナサン・ブラウン編・解説 『スルバラン 世界の巨匠シリーズ』 美術出版社、1976年 - 画集解説
- ディエス・デル・コラール 『過去と現在』 未來社、1969年（共訳）- 友人で著者来日時の通訳をした。
- アントニオ・デ・モルガ 『フィリピン諸島誌　大航海時代叢書7』 岩波書店、箭内健次と共訳、1966年、新版1978年

### 主な編著
※画集の編集・解説。著書に担当解説の大半を収録。
- 『アルハンブラ イスラム文化爛熟期・14世紀の赤い城』 鹿島出版会「SDグラフィック」、1966年。他は平良敬一
- 『ゴヤの世界　原色写真文庫13』 講談社、1968年
- 『ベラスケス 応急を描く冷徹な巨匠　美術文庫21』鶴書房、1972年。解説、監修は富永惣一・中山公男
- 『世界の名画1 ゴヤ』中央公論社、1972年、新装版1983年・1993年。解説、編者代表は井上靖・高階秀爾
- 『グレコ　新潮美術文庫11』 新潮社、1975年。小著
- 『現代世界美術全集23 ゴヤ』 座右宝刊行会編：集英社 1974年、普及版1978年
- 『世界美術全集15 ベラスケス』 座右宝刊行会編：集英社 1976年、普及版1979年
- 『世界の博物館16 スペイン・ポルトガル博物館』 講談社、1979年
- 『グランド世界美術14 ベラスケスとバロック美術』 講談社、1979年
- 『エル・グレコ カンヴァス世界の大画家12』 藤田慎一郎と解説、中央公論社、1982年
- 『ゴヤの世界』 大高保二郎・雪山行二と共編、リブロポート、1989年
- 『世界美術大全集西洋編16 バロック Ⅰ』 小学館、1994年、若桑みどりと共編、大著
- 『ピカソ全集』 講談社、1981-82年。全8巻中、1・2・3・5巻を担当
- 『ピカソ 25人の画家(19)』 講談社 1980年、新版1995年
- 『ピカソ 現代世界の美術 アート・ギャラリー(12)』 集英社 1985年、大高保二郎と解説